# جرن العايدي (السدة)

تعديل مصدري - تعديل

جرن العايدي محلة تابعة لقرية بيت بهزر، التابعة لعزلة الاعماس بمديرية السدة إحدى مديريات محافظة إب في الجمهورية اليمنية.، بلغ تعداد سكانها 23 حسب تعداد اليمن لعام 2004.